# أبو العاص بن الربيع
أبو العاص بن الربيع صحابي وصهر رسول الله، زوج ابنته زينب، وهو والد أمامة التي كان يحملها النبي في صلاته ووالد علي بن أبي العاص. أمه هالة بنت خويلد أخت خديجة بنت خويلد. كانت خديجة هي التي سألت رسول الله أن يزوجه بابنتها زينب، وكان لا يخالفها، وذلك قبل الوحي، حارب الرسول مع المشركين في غزوة بدر.

## نسبه
هو أبو العاص القاسم بن الربيع بن عبد العزى بن عبد شمس بن عبد مناف بن قصي بن كلاب بن مرة بن كعب بن لؤي بن غالب بن فهر بن مالك بن النضر بن كنانة، العبشمي القرشي الكناني.
واسم أبي العاص: القاسم، وقيل: مقيسم، وقيل: لقيط، وقيل: مِهْشَم، وقيل: مُهَشِم، وقيل: هُشيم، وقيل: ياسر، وقيل: الزبير، وقال المرزباني: «اسمه القاسم وهو الثبت». وعن محمد بن الضحاك، عن أَبيه قال: «اسم أَبي العاص بن الربيع القاسم»، قال الزبير: «وذلك أَثبت في اسمه».

## حياته
كان النبي محمد قد زوج ابنته رقية من عتبة بن أبي لهب، فلما جاء الوحي قال أبو لهب: اشغلوا محمداً بنفسه، وأمر ابنه عتبة فطلق ابنة رسول الله قبل الدخول، فتزوجها عثمان بن عفان، ومشوا إلى أبي العاص فقالوا: فارق صاحبتك ونحن نزوجك بأي امرأة من قريش شئت، قال: لا والله إذاً لا أفارق صاحبتي، وما أحب أن لي بامرأتي امرأة من قريش. أسلم قبل صلح الحديبية بخمسة أشهر.
قال المسور بن مخرمة: أثنى النبي على أبي العاص خيراً، وقال:«حدّثني فصدقني، ووعدني فوفى لي»، وقد وعد النبي أن يرجع إلى مكة بعد وقعة بدر فيبعث إليه ابنته، فوفى بوعده، وفارقها مع شدة حبه لها.
وكان من تجار قريش وأمنائهم. ولما هاجر رد عليه النبي زوجته زينب بعد ستة أعوام على النكاح الأول وقد كانت زوجته.

## غزوة بدر
خرج في غزوة بدر مع المشركين لمحاربة النبي ولما أسر بعدها، بعث أهل مكة في فداء أسراهم وبعثت زينب بنت رسول الله في فداء أبي العاص بمال، وبعثت فيه بقلادة لها كانت خديجة أدخلتها بها على أبي العاص حين بنى عليها، فلما رآها رسول الله رق لها رقة شديدة وقـال: «إن زينب بعثت بهذا المال لافتداء أبي العاص، فإن رأيتم أن تطلقوا لها أسيرها وتردوا عليها مالها فافعلوا». فقالوا: «نعم، ونعمة عين يا رسول الله.»
غير أن النبي عليه الصلاة والسلام اشترط على أبي العاص قبل إطلاق سراحه أن يسير إليه ابنته زينب من غير إبطاء. فما كاد أبو العاص يبلغ مكة حتى بادر إلى الوفاء بعهده.
فأمر زوجته بالاستعداد للرحيل، وأخبرها بأن رسل أبيها ينتظرونها غير بعيد عن مكة، وأعد لها زادها وراحلتها، وندب أخاه عمرو بن الربيع لمصاحبتها وتسليمها لمرافقيها يداً بيد.
تنكب عمرو بن الربيع قوسه، وحمل كنانته، وجعل زينب في هودجها، وخرج بها من مكة جهارا نهارا على مرأى من قريش، فهاج القوم وماجوا، ولحقوا بهما حتى أدركوهما غير بعيد، وروعوا زينب وأفزعوها. عند ذلك وتر عمرو قوسه، ونثر كنانته بين يديه، وقال: "والله لا يدنو رجل منها إلا وضعت سهما في نحره"، وكان راميا لا يخطئ له سهم. فأقبل عليه أبو سفيان بن حرب – وكان قد لحق بالقوم – وقال له: "يا بن أخي، كف عنا نبلك حتى نكلمك"، فكف عنهم، فقال له: "إنك لم تصب فيما صنعت فلقد خرجت بزينب علانية على رؤوس الناس، وعيوننا ترى وقد عرفت العرب جميعها أمر نكبتنا في "بدر"، وما أصابنا على يدي أبيها محمد.
فإذا خرجت بابنته علانية – كما فعلت – رمتنا القبائل بالجبن ووصفتنا بالهوان والذل، فارجع بها، واستبقها في بيت زوجها أياما حتى إذا تحدث الناس بأننا رددناها فسلها من بين أظهرنا سرا، وألحقها بأبيها، فما لنا بحبسها عنه حاجة"
فرضي عمرو بذلك، وأعاد زينب إلى مكة ثم ما لبث أن أخرجها منها ليلاً بعد أيام معدودات، وأسلمها إلى رسل أبيها يداً بيد كما أوصاه أخوه.

## إسلامه
أقام أبو العاص في مكة بعد فراق زوجته زمناً، حتى إذا كان قبيل الفتح بقليل، خرج إلى الشام في تجارة له، فلما قفل راجعا إلى مكة ومعه بعيره التي بلغت مئة بعير، ورجاله الذين نيفوا على مئة وسبعين رجلا، برزت له سرية من سرايا الرسول صلوات الله وسلامه عليه قريبا من المدينة، فأخذت العير وأسرت الرجال، ولكن أبا العاص أفلت منها فلم تظفر به.
فلما أرخى الليل سدوله واستتر أبو العاص بجنح الظلام، ودخل المدينة خائفاً يترقب، ومضى حتى وصل إلى زينب، واستجار بها فأجارته.
و لما خرج الرسول صلوات الله وسلامه عليه لصلاة الفجر، واستوى قائما في المحراب، وكبر للإحرام وكبر الناس بتكبيره، صرخت زينب من صفة النساء وقالت:
"أيها الناس، أنا زينب بنت محمد، وقد أجرت أبا العاص فأجيروه. فلما سلم النبي – – من الصلاة، التفت إلى الناس وقال: «هل سمعتم ما سمعت؟!» قالوا: نعم يا رسول الله.
قال: «و الذي نفسي بيده ما علمت بشيء من ذلك حتى سمعت ما سمعتموه، وإنه يجير من المسلمين أدناهم»، ثم انصرف إلى بيته وقال لابنته: «أكرمي مثوى أبي العاص، واعلمي أنك لا تحلين له».
ثم دعا رجال السرية التي أخذت العير وأسرت الرجال وقال لهم:«إن هذا الرجل منا حيث قد علمتم، وقد أخذتم ماله، فإن تحسنوا وتردوا عليه الذي له، كان ما نحب، وإن أبيتم فهو فيء الله الذي أفاء عليكم، وأنتم به أحق».
فقالوا: «بل نرد عليه ماله يا رسول الله».
فلما جاء لأخذه قالوا له: «يا أبا العاص، إنك في شرف من قريش، وأنت ابن عم رسول الله وصهره، فهل لك أن تسلم، ونحن ننزل لك عن هذا المال كله فتنعم بما معك من أموال أهل مكة وتبقى معنا في المدينة؟.»
فقال: «بئس ما دعوتموني أن أبدأ ديني الجديد بغدرة.»
مضى أبو العاص بالعير وما عليها إلى مكة فلما بلغها أدى لكل ذي حق حقه، ثم قال:
«يا معشر قريش هل بقي لأحد منكم عندي مال لم يأخذه؟.»
قالوا: «لا وجزاك الله عنا خيرا، فقد وجدناك وفيا كريما.»
قال: "أما وإني قد وفيت لكم حقوقكم، فأنا أشهد أن لا إله إلا الله وأن محمدا رسول الله...
والله ما منعني من الإسلام عند محمد في المدينة إلا خوفي أن تظنوا أني إنما أردت أن آكل أموالكم...
فلما أداها الله إليكم، وفرغت ذمتي منها أسلمت..."

ثم خرج حتى قدم على رسول الله – فأكرم وفادته ورد إليه زوجته، وكان يقول عنه: 
| أبو العاص بن الربيع | حدثني فصدقني، ووعدني فوفى لي | أبو العاص بن الربيع |

.

## وفاته
توفي سنة 12 هـ | 633 بعد وفاة النبي محمد بسنة واحدة.